# عبدالملک حوثی
عبدالملک بدرالدین حوثی (عربی: عبد الملك بدر الدين الحوثي؛ زاده ۲۲ مه ۱۹۷۹) ملقب به ابو جبریل، سیاستمدار و رهبر مذهبی یمنی است که از ۲۰۰۴ به عنوان رهبر جنبش حوثی‌ها، جنبشی که عمدتاً از شیعیان زیدیه تشکیل شده است، فعالیت می‌کند. برادران او در حال حاضر، یحیی و عبدالکریم و نیز برادران درگذشته‌اش، حسین، ابراهیم و عبدالخالق نیز از رهبران این جنبش، به‌شمار می‌روند. عبدالملک حوثی، شخصیت پیشرو در جنگ داخلی یمن است که با تصرف یمن توسط حوثی‌ها در استان صعده در شمال یمن آغاز شد.

## زندگی
عبدالملک بدرالدین حوثی فرزند بدرالدین حوثی و زاده ۱۹۷۹ است. (برخی منابع تاریخ تولد وی را ۱ ژانویه ۱۹۸۲ ذکر کرده‌اند) وی آموزش‌های دینی و مذهبی خود را در مدارس دینی و مذهبی زادگاهش فرا گرفت و در خانواده‌ای کم‌درآمد، رشد یافت. ادعای برخی منابع حاکی از آن است که او توسط پدرش آموزش یافت و هیچ‌گاه به مدرسه دولتی نرفت. پدرش، بدرالدین حوثی، محقق دینی و از اقلیت شیعیان زیدیه یمن بود. وی ۸ برادر دارد که جوان‌ترین در میان آن‌هاست.
او همانند خانواده‌اش به امور و مسائل منطقه‌ای و بین‌المللی توجه بسیاری داشت و آنها را پیگیری می‌کرد. وی متأهل و دارای فرزند هست. بخشی از دوره کودکی را در منطقه «مران» از توابع استان صعده در شمال غربی یمن و بخش دیگر این دوره را در منطقه «جمعة بن فاصل» از توابع ناحیه «حیدان» در صعده سپری کرد و دوره جوانی را نیز در همین منطقه گذراند. ادعا می‌شود وی به همراه پدر خود بدرالدین حوثی و برادر بزرگ‌ترش حسین حوثی، مدتی را در قم سپری کرده‌اند.

## فعالیت سیاسی
او در ۲۸ سالگی به رهبری جنبش حوثی‌ها انتخاب شد و در این راه، از برادران بزرگتر خود پیشی گرفته و از تأیید پدرش برخوردار بود. این رویداد پس از کشته شدن برادرش حسین حوثی، بنیان‌گذار جنبش حوثی‌ها در سال ۲۰۰۴ اتفاق افتاد. پس از کشته شدن برادرش حسین و دستگیری پدرش بدرالدین، در صعده ماند و به مرتب کردن صفوف پیروان و مدیران گروهش پرداخت. او به تثبیت گام‌های فکری و سیاسی گروه در صعده و توسعه آن در مناطقی در عمران و صنعا، موفق شد.

### دیدگاه‌ها
وی در گفتگو با «رأی الیوم» دربارهٔ ارتباط یمن و کشورهای جهان اسلام معتقد است:
«ما از هر گونه رابطه با جهان عرب و جهان اسلام که بر پایهٔ احترام متقابل و دخالت نکردن در امور داخلی باشد استقبال می‌کنیم.» 
عبدالملک حوثی در گفتگویی تلویزیونی و در تاریخ ۱۶ آذر ۱۴۰۱ دربارهٔ ایران گفته است:
«مشکل دشمنان با ما این است که می‌خواهند ما با رژیم صهیونیستی روابط خود را عادی و بدون هیچ علتی با ملت فلسطین، آزادگان امت و جمهوری اسلامی ایران دشمنی کنیم، در حالی که ایران هیچوقت با ما نجنگیده و به ما تعرض نکرده است، بلکه همیشه در قبال ما، موضع متفاوتی از سایر کشورها اتخاذ کرده است.»
عبدالملک حوثی در ۱۰ مه ۲۰۲۰ از سریال کویتی ام هارون به‌دلیل ترویج عادی سازی روابط با اسرائیل انتقاد کرد.
در اسفند ۱۴۰۳، الحوثی، کشتار جمعی ۲۰۲۵ علویان سوریه را محکوم کرد و سکوت در قبال این حوادث را «جنایت» خواند. او نیروهای فرماندهی عملیات نظامی سوریه را به‌دلیل عدم مبارزه با اسرائیل نکوهش کرد و آنان را به ارتکاب نسل‌کشی علیه شهروندان بی‌دفاع متهم کرد.

## درگیری‌های ۲۰۰۹
عبدالملک حوثی، رهبری اصلی درگیری‌های سال ۲۰۰۹ بین دولت یمن و مبارزان شیعه این کشور بود.

## واکنش‌های بین‌المللی
در ۱۰ ژانویه ۲۰۲۱ وزیر وقت امور خارجه آمریکا، مایک پومپئو، با اعلام اینکه گروه‌های مورد حمایت ایران در یمن، تروریستی هستند، برنامه‌ای برای اعلام عبدالملک حوثی به‌عنوان تروریست خاص جهانی را علنی کرد. تحت فرمان اجرایی ۱۳۲۲۴ جرج دابلیو. بوش که پس از حملات ۱۱ سپتامبر صادر شد، ایالات متحده آمریکا، توانایی فراقانونی برای تحت تعقیب قرار دادن اشخاص یا سازمان‌هایی که تحت این نام طبقه‌بندی می‌شوند را دارد. این فرمان وزارت امور خارجه با لغو توسط آنتونی بلینکن ناکام ماند.

## اقدام‌ها برای کشتن او
پیشتر، دولت یمن به منظور تضعیف روحیه حوثی‌ها در ۲ بهمن ۱۳۸۸ اقدام به انتشار خبر مرگ عبدالملک حوثی کرد که وی با انتشار فیلمی، شایعهٔ کشته یا زخمی شدن خود را تکذیب کرد.
در ۶ اکتبر ۲۰۱۷، عربستان سعودی فهرست اسامی چهل نفر از شبه‌نظامیان حوثی در یمن را اعلام کرد و برای هرکسی که اطلاعاتی دربارهٔ هرکدام از آن‌ها که منجر به دستگیری‌شان ارائه دهد، جایزه‌ای تعیین کرد. نام عبدالملک حوثی، رهبر حوثی‌ها در صدر فهرست قرار داشت. جایزهٔ دادن اطلاعاتِ منجر به دستگیری عبدالملک حوثی، ۳۰ میلیون دلار تعیین شده بود.
در ۱۴ ژوئن ۲۰۲۵، در جریان حملات خرداد ۱۴۰۴ اسرائیل به ایران، منابع اسرائیلی خبر از هدف قرار دادن عبدالملک حوثی دادند اما او مدتی بعد در یک گفتگوی تلویزیونی حاضر شد و در حمایت از ایران گفت: «آن‌ها (ایرانی‌ها) به جای عقب‌نشینی یا امتیازدهی، تصمیم به پاسخ‌گویی قاطع گرفتند و همین واکنش کارآمد، دشمن را با وجود حمایت گسترده آمریکا و غرب، وادار به توقف تجاوز کرد.»